# Сін Че Хван
Сін Че Хван (кор. 신재환 нар. 3 березня 1998, Сеул) — південнокорейський гімнаст. Олімпійський чемпіон в опорному стрибку Олімпійських ігор в Токіо.

## Спортивна кар'єра
2018-2020
Відбір на Олімпійські ігри 2020 у Токіо, Японія, здійснював через серію етапів кубка світу, де по завершенню серії поділив перше місце з японським гімнастом Гіденобу Йонекура з 85 очками. Завдяки меншій сумі місць за три найкращі етапи (7 проти 9) здобув особисту олімпійську ліцензію.

#### 2021
На Олімпійських іграх 2020 у Токіо, Японія, в фіналі опорного стрибка набрав однакову суму балів з російським гімнастом Денисом Аблязіним, однак за рахунок вищої складності стрибків (6,0/5,6 проти 5,6/5,6) став олімпійським чемпіоном, другим після Ян Хак Сон в історії гімнастики Південної Кореї.

## Результати на турнірах
| Рік  | Змагання                | КБ | ІБ | Вільні вправи | Кінь | Кільця | Опорний стрибок | Паралельні бруси | Перекладина |
| ---- | ----------------------- | -- | -- | ------------- | ---- | ------ | --------------- | ---------------- | ----------- |
| 2019 | Кубок світу в Мельбурні |    |    |               |      |        | 5               |                  |             |
| 2019 | Кубок світу в Баку      |    |    |               |      |        | 8               |                  |             |
| 2019 | Кубок світу в Досі      |    |    |               |      |        | 25              |                  |             |
| 2019 | Кубок світу в Котбусі   |    |    |               |      |        | 6               |                  |             |
| 2020 | Кубок світу в Мельбурні |    |    |               |      |        | 1               |                  |             |
| 2020 | Кубок світу в Баку*     |    |    |               |      |        | 1               |                  |             |
| 2021 | Кубок світу в Досі      |    |    |               |      |        | 5               |                  |             |
| 2021 | Олімпійські ігри        |    |    |               |      |        | 1               |                  |             |

*результати встановлено за підсумками кваліфікації